# Zoe Saldaña
Zoë Yadira Saldaña-Perego (de soltera Saldaña Nazario; Passaic, Nueva Jersey, 19 de junio de 1978) es una actriz y modelo estadounidense. Conocida principalmente por su trabajo en franquicias de películas de ciencia ficción, ha protagonizado cuatro de las películas más taquilleras de todos los tiempos (Avatar, Avatar: The Way of Water, Avengers: Infinity War y Avengers: Endgame). Las películas en las que ha aparecido han recaudado más de $15 mil millones en todo el mundo y, a partir de 2024, es la segunda actriz principal con mayores ganancias y la actriz con mayores ganancias en general. La revista Time la nombró una de las 100 personas más influyentes del mundo en 2023.
Como bailarina, Saldaña comenzó su carrera actoral en la pantalla en 1999 con un papel de invitada en dos episodios de Law & Order. Su primer papel en el cine fue en Center Stage (2000), en el que interpretó a una bailarina de ballet. Recibió reconocimiento temprano por su trabajo junto a Britney Spears en la película de carretera Crossroads (2002). Más tarde ganó relevancia por interpretar a Anamaría en Pirates of the Caribbean: The Curse of the Black Pearl de 2003. A partir de 2009, Saldaña alcanzó un gran hito en su carrera con sus papeles como Nyota Uhura en la serie de películas del reinicio de Star Trek y Neytiri en la serie de películas Avatar de James Cameron. En 2011 protagonizó la película Colombiana, donde interpretó a Cataleya. Interpretó a Gamora en el Universo Cinematográfico de Marvel, desde Guardians of the Galaxy (2014) hasta Guardians of the Galaxy Vol. 3 (2023).En 2017 dio voz a la Capitana Celaeno en la película animada My Little Pony: La película. 
Además de su trabajo en franquicias, Saldaña ha protagonizado la película de ciencia ficción The Adam Project y la miniserie dramática romántica From Scratch, ambas para Netflix en 2022. En 2023, comenzó a interpretar el papel principal de una oficial de la CIA en la serie de espionaje de Paramount+ Special Ops: Lioness. En 2024, Saldaña protagonizó la película musical de crimen Emilia Pérez, por la cual ganó el Premio a la Mejor Actriz en el Festival de Cine de Cannes, y el Globo de Oro, Critics' Choice, BAFTA, SAG y Óscar a la Mejor Actriz de Reparto.

## Biografía
Zoë Yadira Saldaña Nazario nació el 19 de junio de 1978 en Passaic, Nueva Jersey, y creció en Queens, Nueva York. Sus padres son Aridio Saldaña, quien era dominicano, y Asalia Nazario, quien es mitad dominicana y mitad puertorriqueña. En una entrevista con Wired, Saldaña ha dicho que es 3/4 dominicana y 1/4 puertorriqueña.Ella y sus dos hermanas, Cisely y Mariel, fueron criadas bilingües en inglés y español; este último fue su primer idioma en casa. A la edad de nueve años, su padre murió en un accidente automovilístico. Posteriormente, Saldaña y sus dos hermanas fueron enviadas a vivir con la familia de su difunto padre en la República Dominicana. Su madre permaneció en Nueva York para ganar suficiente dinero y poder pagar la escuela privada dominicana de sus hijas. 
La madre viuda, Asalia, se casó con Dagoberto Galán, quien se convirtió en el padrastro de las niñas. Ellas lo consideran plenamente su padre. El rapero dominicano Carlos Galán, conocido como Nipo 809 es medio hermano de Saldaña.De niña, mientras Saldaña vivía con su madre y sus dos hermanas en la República Dominicana, regresó a la ciudad de Nueva York junto con su familia después de su segundo año de secundaria para escapar de los disturbios políticos; completó su educación temprana en la escuela secundaria Newtown en Queens.La mayoría de su niñez tardía la pasó en Jackson Heights, Queens, en la ciudad de Nueva York.

## Carrera
A los 17 años, comenzó a actuar con el grupo de teatro "Faces", organización dependiente del hospital "Maimonides" de Brooklyn que realizaba obras de teatro dirigidas a transmitir mensajes positivos para los adolescentes, a través de temas sociales tales como la violencia doméstica, el abuso de sustancias y la promiscuidad sexual, entre otros. Al mismo tiempo, se presentaba en el New York Youth Theater, en "Midtown", Manhattan, y su actuación en la producción Joseph and the Amazing Technicolor Dreamcoat la llevó a ser contratada por una agencia de talentos, con la que comenzó a tener audiciones. Su previa formación en danza y su experiencia en la actuación la ayudaron a ganar su primer papel protagónico en la pantalla grande representando a Eva, una bailarina talentosa y testaruda en la película Center Stage (Camino a la fama) en el 2000. Con esa película se hizo historia en República Dominicana al realizar una Gala Premiere en Caribbean Cinemas con la presencia de las más altas personalidades del cine y el espectáculo del país caribeño donde Saldaña invitó de manera especial a su profesora de baile, Dilia Mieses.

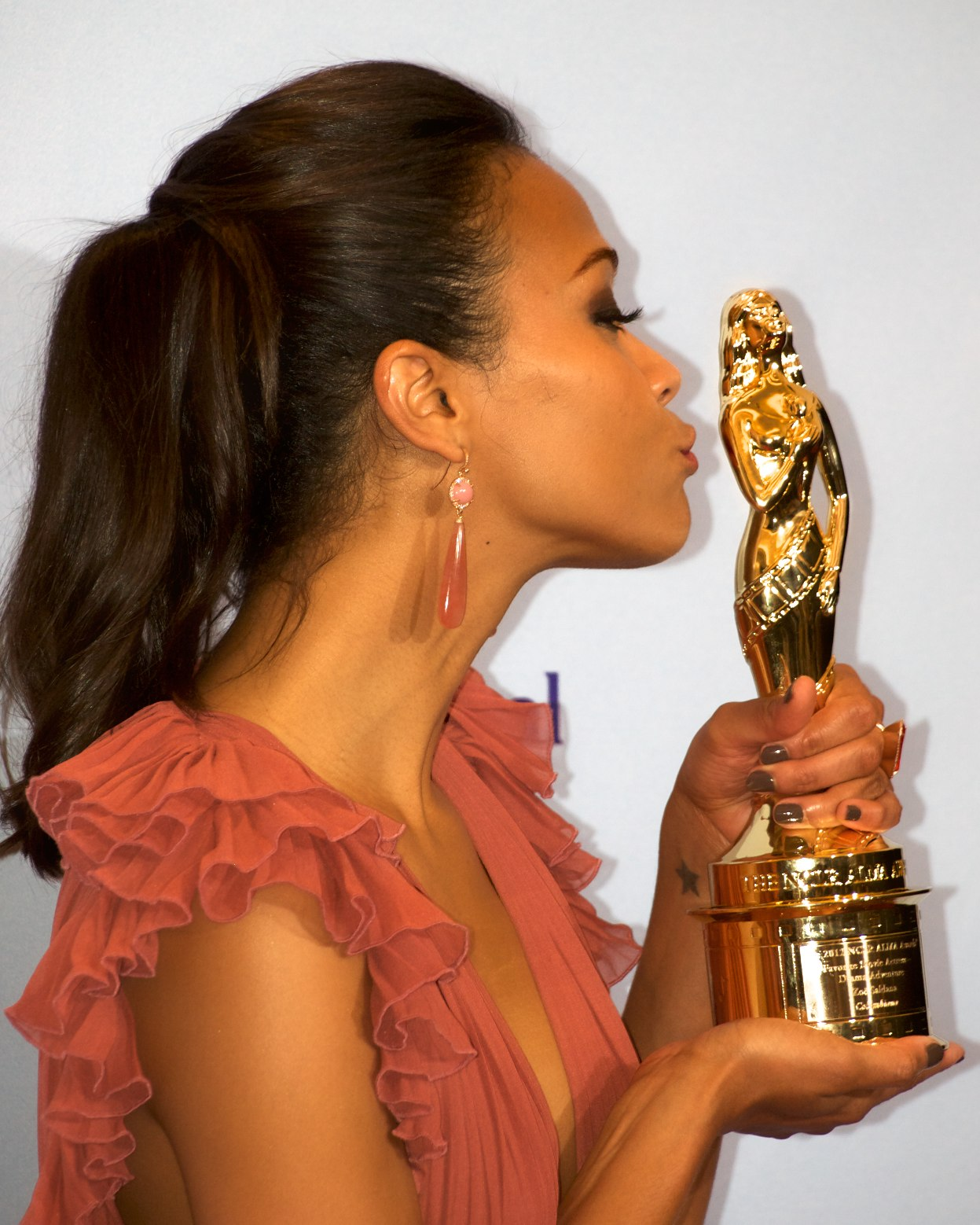
Zoe Saldaña con el Alma Award.

Saldaña todavía era miembro del grupo teatral "Faces" cuando consiguió espacio en un episodio de Law & Order (titulado "Merger") que se emitió por primera vez en 1999. Dejó la escuela después de su participación en la película Center Stage, apareciendo posteriormente junto a Britney Spears en Crossroads y en la comedia dramática Drumline (2002). Desempeñó el papel de la pirata Anamaría en la película de 2003 Pirates of the Caribbean: The Curse of the Black Pearl, y ha aparecido en películas como La terminal, junto a Tom Hanks (2004) y Guess Who (2005), con Ashton Kutcher. Ese mismo año protagonizó la película dominicana La maldición del padre Cardona junto a personalidades dominicanas como Freddy Beras Goico, Milagros Germán, Raymond Pozo, Anthony Álvarez y Sergio Carlo.
Saldaña también aparece en el videoclip de la canción "La llave de mi corazón" de Juan Luis Guerra, e interpretó a Uhura en la secuela de 2009 de la saga Star Trek. Además ese año interpretó a Neytiri, la princesa Na'vi, de la película Avatar de James Cameron, un papel que le dio mucha publicidad y reconocimiento y le abrió oportunidades para trabajar en otras grandes producciones comerciales.
Saldaña es la única actriz en haber estado en tres películas consideradas entre las más taquilleras en tres semanas consecutivas. Estas películas son Avatar, Los Vengadores, y Death at a Funeral.
En agosto de 2010, se estrenó un anuncio de televisión de Saldaña para la marca Calvin Klein haciendo el debut de un producto llamado "Envy". En 2011, protagonizó la película de crimen y drama Colombiana. En enero de 2014 fue elegida para interpretar a Rosemary Woodhouse en la miniserie Rosemary's Baby, adaptación de la novela de terror del mismo nombre escrita por Ira Levin.
Es la única actriz en participar en cuatro de las seis películas más taquilleras de todos los tiempos. "Avatar: The way of water", "Avengers:Endgame" , "Avatar" y "Avengers:Infinity War".
En 2012, apareció en el drama romántico The Words, obteniendo críticas negativas de la crítica con poco éxito en la taquilla. En 2013, Saldaña repitió su papel de Uhura en Star Trek Into Darkness, la secuela del reinicio de Star Trek. Al igual que la película anterior, fue un éxito de taquilla, terminando su carrera en los cines norteamericanos con un total de taquilla de $ 228,778,661, colocándola como la undécima película más taquillera de 2013. Ella Obtuvo $ 467,365,246 billones participando en varias películas en todo el mundo, Star Trek fue ubicándada en el puesto 14. para 2013, y convirtiéndola en la película más taquillera de la franquicia. Saldaña expresó su personaje en el lanzamiento de 2013 del videojuego Star Trek. En 2014, Saldaña interpretó a Gamora en la exitosa película Guardianes de la Galaxia. Saldaña retrató al personaje de Gamora con maquillaje en lugar de imágenes generadas por computadora (CGI) o captura de desempeño. La película se convirtió en la tercera película más taquillera del Universo Cinematográfico de Marvel, detrás de Los Vengadores y Iron Man 3. Fue la tercera película más taquillera de 2014 (detrás de Transformers: Age of Extinction y The Hobbit: The Battle of the Five Armies) y la película de superhéroes más taquillera de 2014. 
La película obtuvo críticas positivas. Saldaña fue nominada a numerosos premios, incluido el premio Critics 'Choice Movie Award a Mejor Actriz en una Película de Acción, Actriz Favorita de Película de Acción en los People's Choice Awards y Mejor Transformación en Pantalla en los MTV Movie Awards. En mayo de 2014 actuó en Rosemary's Baby, una adaptación televisiva de la novela de terror de Ira Levin. Saldaña también coprodujo el programa de dos partes de cuatro horas. En 2014, Saldaña fue reconocida por la revista Elle durante los premios The Women in Hollywood Awards, en honor a las mujeres por sus logros en el cine, abarcando todos los aspectos de la industria cinematográfica, incluida la actuación, la dirección y la producción. Saldaña protagonizó Nina, una biografía no autorizada sobre el músico de jazz Nina Simone lanzada en 2016. La película describe el ascenso de la fallecida cantante a la fama y la relación con su mánager Clifton Henderson. La familia de Simone criticó la decisión de elegirla para el papel. 
En agosto de 2020, Saldaña se disculpó por asumir el cargo y dijo: "Lo siento mucho. Hoy lo sé mejor y nunca volveré a hacer eso. Ella es uno de nuestros gigantes y alguien más debería dar un paso al frente. Alguien más debería contar su historia ". En 2016, coprotagonizó la secuela de ciencia ficción Star Trek Beyond lanzada en julio, y el drama criminal de Ben Affleck Live by Night lanzado en diciembre.
Saldaña regresó como Gamora en la secuela de Guardianes de la Galaxia, Guardianes de la Galaxia vol. 2, publicado en mayo de 2017. 
Repitió el papel en Avengers: Infinity War (2018) y su secuela Avengers: Endgame lanzada en abril de 2019. También en 2017, Saldaña interpretó a la Sra. Mollé en I Kill Giants, la adaptación de Anders Walter de la novela gráfica de Joe Kelly I Kill Giants. El rodaje comenzó en Irlanda en septiembre de 2016.
También ese año, apareció en My Little Pony: La película interpretando la voz de la Capitana Celaeno. El 3 de mayo de 2018, recibió una estrella en 6920 Hollywood Boulevard en la sección Motion Pictures del Paseo de la Fama de Hollywood, En 2021, Saldaña se unirá a un elenco de estrellas en la película sin título de David O. Russell. Repite su papel de Neytiri en las secuelas Avatar: The Way of Water y Avatar 3, de 2022 y 2025, respectivamente.

## Vida personal
En junio de 2010, Saldaña se habría comprometido con Keith Britton, actor y director ejecutivo de My Fashion Database. En noviembre de 2011, se confirmó que Saldaña y Britton habían terminado amistosamente su relación después de once años juntos.
A finales de diciembre de 2011, fuentes cercanas a Zoe confirmaron que ella y el actor Bradley Cooper habían comenzado a salir. Desde entonces, la pareja mantuvo una relación inestable hasta 2012.
Zoe Saldaña se casó en secreto con su pareja, el italiano Marco Perego, en junio de 2013 durante una íntima ceremonia en Londres. En julio de 2014, la pareja anunció que pronto se convertirían en padres.
El 27 de noviembre de 2014, Saldaña dio a luz a sus gemelos, Cy Aridio y Bowie Ezio.
El 11 de diciembre de 2016, Saldaña dio la noticia de que había nacido su tercer hijo, Zen Hilario.
Zoe Saldaña es una de las celebridades que apoyan a FINCA International, una organización sin ánimo de lucro.

## Filmografía

### Películas

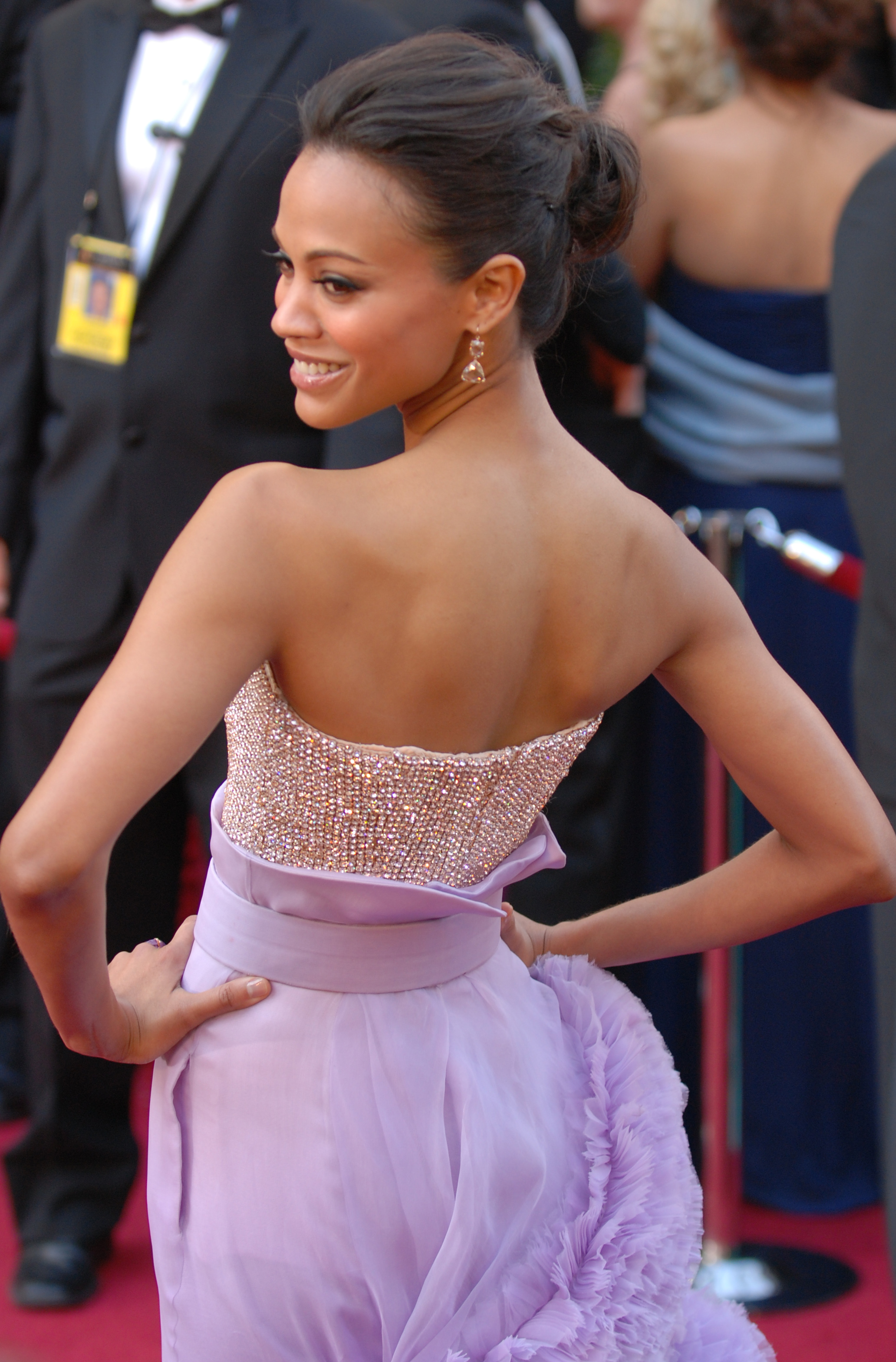
Saldaña en la Alfombra Roja de los Premios Oscar del 2010.

| Año  | Película                                               | Papel                   | Notas         |
| ---- | ------------------------------------------------------ | ----------------------- | ------------- |
| 2000 | Camino a la Fama                                       | Eva Rodríguez           |               |
| 2001 | Get Over It                                            | Maggie                  |               |
| 2001 | Snipes                                                 | Cheryl                  |               |
| 2002 | Crossroads                                             | Kit                     |               |
| 2002 | Drumline                                               | Laila                   |               |
| 2003 | Pirates of the Caribbean: The Curse of the Black Pearl | Ana María               |               |
| 2004 | La terminal                                            | Dolores Torres          |               |
| 2004 | Haven                                                  | Andrea                  |               |
| 2004 | Temptation                                             | Annie                   |               |
| 2005 | Constellation                                          | Rosa Boxer              |               |
| 2005 | Guess Who                                              | Theresa Jones           |               |
| 2005 | Dirty Deeds                                            | Rachel Buff             |               |
| 2005 | La maldición del padre Cardona                         | Flor                    |               |
| 2006 | Premium                                                | Charli                  |               |
| 2006 | The Heart Specialist                                   | Donna                   |               |
| 2007 | After Sex                                              | Kat                     |               |
| 2007 | Blackout                                               | Claudine                |               |
| 2008 | Vantage Point                                          | Angie Jones             |               |
| 2009 | Star Trek                                              | Nyota Uhura             |               |
| 2009 | The Skeptic                                            | Cassie                  |               |
| 2009 | Avatar                                                 | Neytiri Omaticaya       |               |
| 2010 | Los Perdedores                                         | Aisha                   |               |
| 2010 | Takers                                                 | Lilly                   |               |
| 2010 | Death at a Funeral                                     | Elaine                  |               |
| 2010 | Burning Palms                                          | Sarah Cotton            |               |
| 2011 | Colombiana                                             | Cataleya Restrepo       |               |
| 2012 | The Words                                              | Dora Jansen             |               |
| 2013 | Blood Ties                                             | Vanessa                 |               |
| 2013 | Star Trek: en la oscuridad                             | Nyota Uhura             |               |
| 2013 | Out of the Furnace                                     | Lena Warren             |               |
| 2014 | Unity                                                  | Narradora (voz)         |               |
| 2014 | Infinitely Polar Bear                                  | Maggie Stuart           |               |
| 2014 | Guardianes de la Galaxia                               | Gamora                  |               |
| 2014 | El libro de la vida                                    | Maria (voz)             |               |
| 2016 | Star Trek Beyond                                       | Nyota Uhura             |               |
| 2016 | Nina                                                   | Nina Simone             |               |
| 2016 | Vivir de noche                                         | Graciela                |               |
| 2017 | Guardianes de la Galaxia vol. 2                        | Gamora                  |               |
| 2017 | My Little Pony: La Película                            | Capitán Celano (voz)    |               |
| 2017 | I Kill Giants                                          | Señora Mollé            |               |
| 2018 | Avengers: Infinity War                                 | Gamora                  |               |
| 2019 | Love, Antosha                                          | Ella misma              |               |
| 2019 | Missing Link                                           | Adelina Fortnight (voz) |               |
| 2019 | Avengers: Endgame                                      | Gamora                  |               |
| 2020 | Vampires vs. the Bronx                                 | Becky                   |               |
| 2021 | Vivo                                                   | Rosa (voz)              |               |
| 2022 | The Adam Project                                       | Laura                   |               |
| 2022 | Avatar: The Way of Water                               | Neytiri Omaticaya       |               |
| 2023 | Guardianes de la Galaxia vol. 3                        | Gamora                  |               |
| 2023 | Good Burger 2                                          | Ella misma              | Cameo         |
| 2024 | Emilia Pérez                                           | Rita Moro Castro        |               |
| 2025 | Elio                                                   | Tía Olga (voz)          | Posproducción |
| 2025 | Avatar 3                                               | Neytiri Omaticaya       | Posproducción |
| 2026 | Avatar 4                                               | Neytiri Omaticaya       | Posproducción |

### Televisión

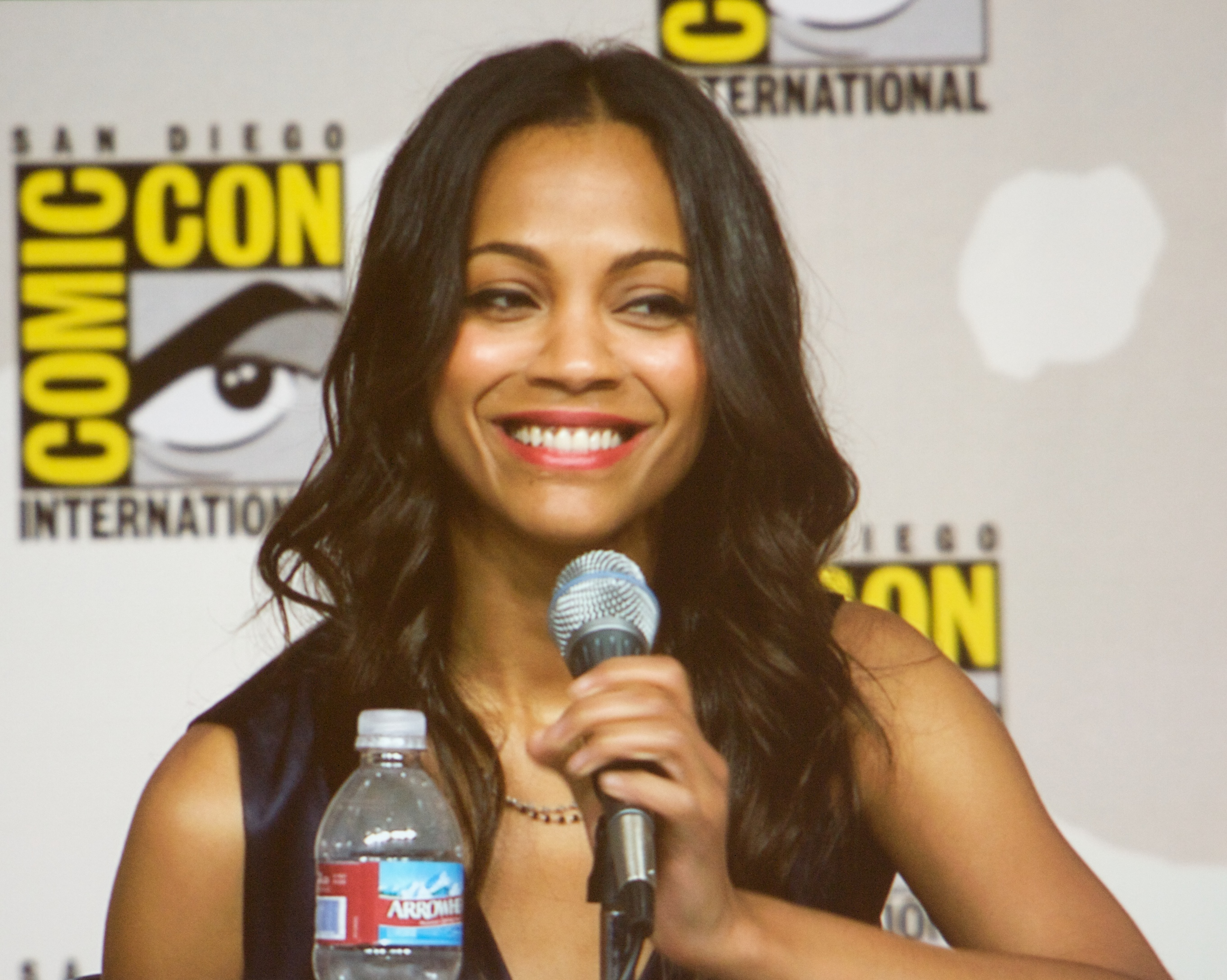
Zoe Saldaña en la Comic-Con de 2009

| Año       | Título                             | Rol                  |
| --------- | ---------------------------------- | -------------------- |
| 1999      | Law & Order                        | Cameo                |
| 2004      | Law & Order: Special Victims Unit  | Gabrielle Vega       |
| 2006-2007 | Seis grados                        | Regina               |
| 2013      | Comedy Bang! Bang!                 | Ella misma           |
| 2014      | Rosemary's Baby                    | Rosemary Woodhouse   |
| 2020      | Home Movie: The Princess Bride     | Princess Buttercup   |
| 2021      | Maya y los tres                    | Maya                 |
| 2022      | From Scratch (serie de televisión) | Amy "Amashe" Wheeler |
| 2023      | Special Ops: Lioness               | Joe                  |

### Videojuegos
| Año  | Título    | Rol         | Notas      | Ref. |
| ---- | --------- | ----------- | ---------- | ---- |
| 2013 | Star Trek | Nyota Uhura | Solo (voz) |      |

## Premios y nominaciones
| Año  | Premio                                                | Categoría                                                            | Película                        | Resultado                                             |
| ---- | ----------------------------------------------------- | -------------------------------------------------------------------- | ------------------------------- | ----------------------------------------------------- |
| 2003 | MTV Movie Awards                                      | Mejor Beso (con Nick Cannon)                                         | Drumline                        | Nominada                                              |
| 2005 | Black Movie Awards                                    | Mejor Interpretación Femenina de un rol secundario                   | Guess Who                       | Nominada                                              |
| 2005 | Image Awards                                          | Mejor Actriz en una película                                         | Guess Who                       | Nominada                                              |
| 2005 | Teen Choice Awards                                    | Mejor Interpretación Femenina en una película (Premio del público)   | Guess Who                       | Nominada                                              |
| 2006 | Black Reel Awards                                     | Mejor Actriz                                                         | Guess Who                       | Nominada                                              |
|      | Soberanos                                             | Mejor Actriz                                                         | La Maldición del Padre Cardona. | Ganadora                                              |
| 2009 | ALMA Awards                                           | Mejor Actriz en una película                                         | Star Trek                       | Nominada                                              |
| 2009 | Boston Society of Film Critics Awards                 | Mejor Reparto (compartido con el resto del equipo)                   | Star Trek                       | Ganadora                                              |
| 2009 | Teen Choice Awards                                    | Mejor Actriz en una película de acción (Premio del público)          | Star Trek                       | Nominada                                              |
| 2009 | Washington D. C. Area Film Critics Association Awards | Mejor Reparto (compartido con el resto del equipo)                   | Star Trek                       | Nominada                                              |
| 2009 | People's Choice Award                                 | Mejor Nueva Actriz en una película                                   | Star Trek                       | Nominada                                              |
| 2009 | Scream Award                                          | Mejor Actriz de ciencia ficción                                      | Star Trek                       | Nominada                                              |
| 2009 | Scream Award                                          | Mejor Nueva Interpretación Femenina                                  | Star Trek                       | Nominada                                              |
| 2009 | Scream Award                                          | Mejor Reparto                                                        | Star Trek                       | Nominada                                              |
| 2010 | Academy of Science Fiction, Fantasy & Horror Films    | Mejor Actriz                                                         | Avatar                          | Ganadora                                              |
| 2010 | BET Awards                                            | Mejor Actriz                                                         | Avatar                          | Nominada                                              |
| 2010 | Black Reel Awards                                     | Mejor Actriz                                                         | Avatar                          | Nominada                                              |
| 2010 | Broadcast Film Critics Association Awards             | Mejor Reparto (compartido con el resto del equipo)                   | Star Trek                       | Nominada                                              |
| 2010 | Empire Awards                                         | Mejor Actriz                                                         | Avatar                          | Ganadora                                              |
| 2010 | Image Awards                                          | Mejor Actriz de Reparto en una película                              | Avatar                          | Nominada                                              |
| 2010 | Kids' Choice Awards                                   | Mejor Pareja (con Sam Worthington)                                   | Avatar                          | Nominada                                              |
| 2010 | Kids' Choice Awards                                   | Actriz Favorita en una película favorita                             | Avatar                          | Nominada                                              |
| 2010 | MTV Movie Awards                                      | Mejor Actuación Femenina                                             | Avatar                          | Nominada                                              |
| 2010 | MTV Movie Awards                                      | Mejor Beso (con Sam Worthington)                                     | Avatar                          | Nominada                                              |
| 2010 | Scream Award                                          | Mejor Actriz de ciencia ficción                                      | Avatar                          | Nominada                                              |
| 2010 | Saturn Award                                          | Mejor Actriz                                                         | Avatar                          | Ganadora                                              |
| 2010 | Teen Choice Awards                                    | Mejor Actriz en una película de ciencia ficción (Premio del público) | Avatar                          | Ganadora                                              |
| 2010 | Teen Choice Awards                                    | Mejor Actriz en una película de acción (Premio del público)          | Los Perdedores                  | Nominada                                              |
| 2010 | Teen Choice Awards                                    | Mejor Actriz en una película de comedia (Premio del público)         | Death at a Funeral              | Nominada                                              |
| 2010 | Visual Effects Society Awards                         | Mejor Personaje Animado en una película de live action               | Avatar                          | Ganadora                                              |
| 2011 | ALMA Awards                                           | Actriz favorita en una película de drama                             | Takers                          | Nominada                                              |
| 2011 | BET Awards                                            | Mejor Actriz                                                         | Los Perdedores                  | Nominada                                              |
| 2011 | BET Awards                                            | Mejor Actriz                                                         | Death at a Funeral              | Nominada                                              |
| 2011 | Image Awards                                          | Mejor Actriz en una película                                         | Los Perdedores                  | Nominada                                              |
| 2011 | SFX Awards                                            | Mejor Actriz                                                         | Avatar                          | Nominada                                              |
| 2012 | BET Awards                                            | Mejor Actriz                                                         | Colombiana                      | Nominada                                              |
| 2012 | Black Reel Awards                                     | Mejor Actriz                                                         | Colombiana                      | Nominada                                              |
| 2012 | Image Awards                                          | Mejor Actriz en una película                                         | Colombiana                      | Nominada                                              |
| 2012 | Teen Choice Awards                                    | Mejor Actriz en una película de acción (Premio del público)          | Colombiana                      | Ganadora                                              |
| 2012 | ALMA Awards                                           | Actriz Favorita de una película de drama                             | Colombiana                      | Ganadora                                              |
| 2013 | Teen Choice Awards                                    | Choice Summer Movie Star: Female                                     | Star Trek: en la oscuridad      | Nominada                                              |
| 2024 | Festival de Cannes                                    | Mejor Actriz                                                         | Emilia Pérez                    | Ganadora, junto al resto de intérpretes protagonistas |
| 2025 | Globos de Oro                                         | Mejor actriz de reparto                                              | Emilia Pérez                    | Ganadora                                              |
| 2025 | Premios de la Crítica Cinematográfica                 | Mejor actriz de reparto                                              | Emilia Pérez                    | Ganadora                                              |
| 2025 | Premios BAFTA                                         | Mejor actriz de reparto                                              | Emilia Pérez                    | Ganadora                                              |
| 2025 | Premio del Sindicato de Actores (SAG Awards)          | Mejor actriz de reparto                                              | Emilia Pérez                    | Ganadora                                              |
| 2025 | Premios Óscar                                         | Mejor actriz de reparto                                              | Emilia Pérez                    | Ganadora                                              |
| 2025 | Premio Soberano                                       | Gran Soberano y Mejor actriz destacada en el extranjero              | Emilia Pérez                    | Ganadora                                              |